# Лесной сельский округ (Кызылжарский район)
Лесной сельский округ (каз. Лесной ауылдық округі) — административная единица в составе Кызылжарского района Северо-Казахстанской области Казахстана. Административный центр — село Пресновка. Аким сельского округа — Жакупов Аблай Бакичанович.
Население — 1129 человек (2009, 1273 в 1999, 1332 в 1989).

## Состав
В состав округа входят такие населенные пункты:
| Населенный пункт | Население, человек (1989) | Население, человек (1999) | Население, человек (2009) |
| ---------------- | ------------------------- | ------------------------- | ------------------------- |
| Глубокое, село   | 434                       | 431                       | 338                       |
| Пресновка, село  | 898                       | 842                       | 791                       |